# Collegio elettorale di Salò (Regno d'Italia)
Il collegio elettorale di Salò è stato un collegio elettorale uninominale del Regno d'Italia per l'elezione della Camera dei deputati.

## Storia
Il collegio uninominale venne istituito, insieme ad altri 442, tramite regio decreto 17 dicembre 1860, n. 4513.
Fu soppresso nel 1882 in seguito alla riforma che stabilì complessivamente 135 collegi elettorali.
Venne poi ricostituito come collegio uninominale tramite regio decreto 14 giugno 1891, n. 280, in seguito alla riforma che stabilì complessivamente 508 collegi elettorali.
Fu soppresso nel 1919 in seguito alla riforma che definì 54 collegi elettorali.
| Legislature           | VIII | IX   | X    | XI   | XII  | XIII | XIV  | XV   | XVI  | XVII | XVIII | XIX  | XX   | XXI  | XXII | XXIII | XXIV | XXV  | XXVI | XXVII | XXVIII | XXIX | XXX  |
| --------------------- | ---- | ---- | ---- | ---- | ---- | ---- | ---- | ---- | ---- | ---- | ----- | ---- | ---- | ---- | ---- | ----- | ---- | ---- | ---- | ----- | ------ | ---- | ---- |
| Elezioni              | 1861 | 1865 | 1867 | 1870 | 1874 | 1876 | 1880 | 1882 | 1886 | 1890 | 1892  | 1895 | 1897 | 1900 | 1904 | 1909  | 1913 | 1919 | 1921 | 1924  | 1929   | 1934 | 1939 |
| Deputati nel collegio | 1    | 1    | 1    | 1    | 1    | 1    | 1    |      |      |      | 1     | 1    | 1    | 1    | 1    | 1     | 1    |      |      |       |        |      |      |
|                       |      |      |      |      |      |      |      |      |      |      |       |      |      |      |      |       |      |      |      |       |        |      |      |
| Totale eletti         | 443  | 493  | 493  | 508  | 508  | 508  | 508  | 508  | 508  | 508  | 508   | 508  | 508  | 508  | 508  | 508   | 508  | 508  | 535  | 535   | 400    | 400  |      |
| Numero collegi        | 443  | 493  | 493  | 508  | 508  | 508  | 508  | 135  | 135  | 135  | 508   | 508  | 508  | 508  | 508  | 508   | 508  | 54   | 40   | 15    | 1      | 1    |      |

## Territorio
Il collegio comprendeva i seguenti comuni: Salò, Caccavero, Castrezzone, Degagna, Gardone Riviera, Gavardo, Manerba, Moscoline, Paitone, Polpenazze, Portese, Prandaglio, Puegnago, Raffa, San Felice di Scovolo, Soiano del Lago, Sopraponte, Soprazocco, Vallio, Villanuova sul Clisi, Vobarno, Volciano, Moniga, Bagolino, Gargnano, Limone San Giovanni, Maderno, Tignale, Toscolano, Tremosine, Preseglie, Agnosine, Barghe, Bione, Odolo, Provalgio Sopra, Provaglio Sotto, Sabbio Chiese, Vestone, Alone, Anfo, Avenone, Belprato, Casto, Comero, Hano, Idro, Lavenone, Levrange, Livemmo, Mura, Navono, Nozza, Ono Degno, Presegno, Treviso Bresciano.

## Eletti
| Elezione                                         | Elezione | Deputato                    | Partito          |
| ------------------------------------------------ | -------- | --------------------------- | ---------------- |
|                                                  | 1861     | Bernardino Maceri           | Destra storica   |
| 1861                                             |          | Bernardino Maceri           | Destra storica   |
|                                                  | 1865     | Geronimo Cantoni            | Destra storica   |
| 1865                                             |          | Geronimo Cantoni            | Destra storica   |
|                                                  | 1867     | Giuseppe Zuradelli          | Sinistra storica |
|                                                  | 1870     | Ludovico Bettoni            | Destra storica   |
| 1874                                             |          | Ludovico Bettoni            | Destra storica   |
|                                                  | 1876     | Francesco Glisenti          | Sinistra storica |
| 1880                                             |          | Francesco Glisenti          | Sinistra storica |
|                                                  | 1881     | Giovanni Battista Visintini | Sinistra storica |
| (1882–1892) Plurinominale nel collegio Brescia I |          |                             |                  |
|                                                  | 1892     | Giovanni Quarena            | Sinistra storica |
|                                                  | 1895     | Pompeo Molmenti             | Destra storica   |
| 1897                                             |          | Pompeo Molmenti             | Destra storica   |
| 1900                                             |          | Pompeo Molmenti             | Destra storica   |
| 1904                                             |          | Pompeo Molmenti             | Destra storica   |
|                                                  | 1909     | Vincenzo Bettoni Cazzago    | Destra storica   |
|                                                  | 1913     | Vincenzo Bettoni Cazzago    | Unione Liberale  |

## Dati elettorali
Nel collegio si svolsero elezioni per quattordici legislature.

### VIII legislatura
Le votazioni si svolsero in 443 collegi uninominali a doppio turno. Come previsto dalla legge elettorale del 17 dicembre 1860, era eletto al primo turno il candidato che «riunisce in suo favore più del terzo dei voti del total numero dei membri componenti il collegio e più della metà dei suffragi dati dai votanti presenti all'adunanza» (art. 91). Se nessun candidato era eletto, al ballottaggio tra i due candidati con più voti era eletto chi otteneva il maggior numero di voti (art. 92) o, in caso di ugual numero di voti, il maggiore d'età (art. 93).
| Partito                    | Partito                    | Candidato                  | Risultati 27 gennaio 1861** | Risultati 27 gennaio 1861** |
| Partito                    | Partito                    | Candidato                  | Voti                        | %                           |
| -------------------------- | -------------------------- | -------------------------- | --------------------------- | --------------------------- |
|                            | Sinistra storica           | Giuseppe Zuradelli*        | 219                         | 47,00                       |
|                            | Destra storica             | Bernardino Maceri*         | 173                         | 37,12                       |
|                            |                            |                            |                             |                             |
| Iscritti                   | Iscritti                   | Iscritti                   | 1 374                       | 100,00                      |
| ↳ Votanti (% su iscritti)  | ↳ Votanti (% su iscritti)  | ↳ Votanti (% su iscritti)  | 466                         | 33,92                       |
| ↳ Astenuti (% su iscritti) | ↳ Astenuti (% su iscritti) | ↳ Astenuti (% su iscritti) | 908                         | 66,08                       |

(*) Accedono al ballottaggio in quanto nessuno dei candidati ha ottenuto un numero di voti maggiore di un terzo del numero di iscritti al voto (458 voti).
(**) Elezione annullata.
| Partito                            | Partito                            | Candidato                          | Risultati 3 febbraio 1861** | Risultati 3 febbraio 1861** |
| Partito                            | Partito                            | Candidato                          | Voti                        | %                           |
| ---------------------------------- | ---------------------------------- | ---------------------------------- | --------------------------- | --------------------------- |
|                                    | Destra storica                     | Bernardino Maceri                  | 383                         | 50,20                       |
|                                    | Sinistra storica                   | Giuseppe Zuradelli                 | 380                         | 49,80                       |
|                                    |                                    |                                    |                             |                             |
| Iscritti                           | Iscritti                           | Iscritti                           | 1 374                       | 100,00                      |
| ↳ Votanti (% su iscritti)          | ↳ Votanti (% su iscritti)          | ↳ Votanti (% su iscritti)          | 777                         | 56,55                       |
| ↳ Voti validi (% su votanti)       | ↳ Voti validi (% su votanti)       | ↳ Voti validi (% su votanti)       | 763                         | 98,20                       |
| ↳ Schede non valide (% su votanti) | ↳ Schede non valide (% su votanti) | ↳ Schede non valide (% su votanti) | 14                          | 1,80                        |
| ↳ Astenuti (% su iscritti)         | ↳ Astenuti (% su iscritti)         | ↳ Astenuti (% su iscritti)         | 597                         | 43,45                       |

| Partito                    | Partito                    | Candidato                  | Risultati 7 aprile 1861 | Risultati 7 aprile 1861 |
| Partito                    | Partito                    | Candidato                  | Voti                    | %                       |
| -------------------------- | -------------------------- | -------------------------- | ----------------------- | ----------------------- |
|                            | Destra storica             | Bernardino Maceri*         | 338                     | 57,58                   |
|                            | Sinistra storica           | Giuseppe Zuradelli*        | 145                     | 24,70                   |
|                            | —                          | Ignazio Tibaldi            | 67                      | 11,41                   |
|                            |                            |                            |                         |                         |
| Iscritti                   | Iscritti                   | Iscritti                   | 1 345                   | 100,00                  |
| ↳ Votanti (% su iscritti)  | ↳ Votanti (% su iscritti)  | ↳ Votanti (% su iscritti)  | 587                     | 43,64                   |
| ↳ Astenuti (% su iscritti) | ↳ Astenuti (% su iscritti) | ↳ Astenuti (% su iscritti) | 758                     | 56,36                   |

(*) Accedono al ballottaggio in quanto nessuno dei candidati ha ottenuto un numero di voti maggiore di un terzo del numero di iscritti al voto (448 voti).
| Partito                            | Partito                            | Candidato                          | Risultati 14 aprile 1861 | Risultati 14 aprile 1861 |
| Partito                            | Partito                            | Candidato                          | Voti                     | %                        |
| ---------------------------------- | ---------------------------------- | ---------------------------------- | ------------------------ | ------------------------ |
|                                    | Destra storica                     | Bernardino Maceri                  | 427                      | 66,10                    |
|                                    | Sinistra storica                   | Giuseppe Zuradelli                 | 219                      | 33,90                    |
|                                    |                                    |                                    |                          |                          |
| Iscritti                           | Iscritti                           | Iscritti                           | 1 345                    | 100,00                   |
| ↳ Votanti (% su iscritti)          | ↳ Votanti (% su iscritti)          | ↳ Votanti (% su iscritti)          | 654                      | 48,62                    |
| ↳ Voti validi (% su votanti)       | ↳ Voti validi (% su votanti)       | ↳ Voti validi (% su votanti)       | 646                      | 98,78                    |
| ↳ Schede non valide (% su votanti) | ↳ Schede non valide (% su votanti) | ↳ Schede non valide (% su votanti) | 8                        | 1,22                     |
| ↳ Astenuti (% su iscritti)         | ↳ Astenuti (% su iscritti)         | ↳ Astenuti (% su iscritti)         | 691                      | 51,38                    |

### IX legislatura
Le votazioni si svolsero in 493 collegi uninominali a doppio turno con la stessa normativa precedente (al primo turno un numero di voti maggiore di un terzo degli iscritti al voto).
| Partito                    | Partito                    | Candidato                  | Risultati 22 ottobre 1865** | Risultati 22 ottobre 1865** |
| Partito                    | Partito                    | Candidato                  | Voti                        | %                           |
| -------------------------- | -------------------------- | -------------------------- | --------------------------- | --------------------------- |
|                            | Destra storica             | Geronimo Cantoni*          | 160                         | 36,70                       |
|                            | Destra storica             | Pacifico Valussi*          | 154                         | 35,32                       |
|                            | Sinistra storica           | Giuseppe Zuradelli         | 103                         | 23,62                       |
|                            |                            |                            |                             |                             |
| Iscritti                   | Iscritti                   | Iscritti                   | 1 465                       | 100,00                      |
| ↳ Votanti (% su iscritti)  | ↳ Votanti (% su iscritti)  | ↳ Votanti (% su iscritti)  | 436                         | 29,76                       |
| ↳ Astenuti (% su iscritti) | ↳ Astenuti (% su iscritti) | ↳ Astenuti (% su iscritti) | 1 029                       | 70,24                       |

(*) Accedono al ballottaggio in quanto nessuno dei candidati ha ottenuto un numero di voti maggiore di un terzo del numero di iscritti al voto (488 voti).
(**) Elezione annullata.
| Partito                            | Partito                            | Candidato                          | Risultati 29 ottobre 1865** | Risultati 29 ottobre 1865** |
| Partito                            | Partito                            | Candidato                          | Voti                        | %                           |
| ---------------------------------- | ---------------------------------- | ---------------------------------- | --------------------------- | --------------------------- |
|                                    | Destra storica                     | Geronimo Cantoni                   | 382                         | 53,35                       |
|                                    | Destra storica                     | Pacifico Valussi                   | 334                         | 46,65                       |
|                                    |                                    |                                    |                             |                             |
| Iscritti                           | Iscritti                           | Iscritti                           | 1 465                       | 100,00                      |
| ↳ Votanti (% su iscritti)          | ↳ Votanti (% su iscritti)          | ↳ Votanti (% su iscritti)          | 732                         | 49,97                       |
| ↳ Voti validi (% su votanti)       | ↳ Voti validi (% su votanti)       | ↳ Voti validi (% su votanti)       | 716                         | 97,81                       |
| ↳ Schede non valide (% su votanti) | ↳ Schede non valide (% su votanti) | ↳ Schede non valide (% su votanti) | 16                          | 2,19                        |
| ↳ Astenuti (% su iscritti)         | ↳ Astenuti (% su iscritti)         | ↳ Astenuti (% su iscritti)         | 733                         | 50,03                       |

| Partito                    | Partito                    | Candidato                  | Risultati 24 dicembre 1865 | Risultati 24 dicembre 1865 |
| Partito                    | Partito                    | Candidato                  | Voti                       | %                          |
| -------------------------- | -------------------------- | -------------------------- | -------------------------- | -------------------------- |
|                            | Destra storica             | Geronimo Cantoni*          | 253                        | 38,86                      |
|                            | Sinistra storica           | Raffaele Conforti*         | 143                        | 21,97                      |
|                            | Sinistra storica           | Giuseppe Zuradelli         | 111                        | 17,05                      |
|                            | Destra storica             | Pacifico Valussi           | 110                        | 16,90                      |
|                            |                            |                            |                            |                            |
| Iscritti                   | Iscritti                   | Iscritti                   | 1 464                      | 100,00                     |
| ↳ Votanti (% su iscritti)  | ↳ Votanti (% su iscritti)  | ↳ Votanti (% su iscritti)  | 651                        | 44,47                      |
| ↳ Astenuti (% su iscritti) | ↳ Astenuti (% su iscritti) | ↳ Astenuti (% su iscritti) | 813                        | 55,53                      |

(*) Accedono al ballottaggio in quanto nessuno dei candidati ha ottenuto un numero di voti maggiore di un terzo del numero di iscritti al voto (487 voti).
| Partito                            | Partito                            | Candidato                          | Risultati 31 dicembre 1865 | Risultati 31 dicembre 1865 |
| Partito                            | Partito                            | Candidato                          | Voti                       | %                          |
| ---------------------------------- | ---------------------------------- | ---------------------------------- | -------------------------- | -------------------------- |
|                                    | Destra storica                     | Geronimo Cantoni                   | 377                        | 64,44                      |
|                                    | Sinistra storica                   | Raffaele Conforti                  | 208                        | 35,56                      |
|                                    |                                    |                                    |                            |                            |
| Iscritti                           | Iscritti                           | Iscritti                           | 1 464                      | 100,00                     |
| ↳ Votanti (% su iscritti)          | ↳ Votanti (% su iscritti)          | ↳ Votanti (% su iscritti)          | 599                        | 40,92                      |
| ↳ Voti validi (% su votanti)       | ↳ Voti validi (% su votanti)       | ↳ Voti validi (% su votanti)       | 585                        | 97,66                      |
| ↳ Schede non valide (% su votanti) | ↳ Schede non valide (% su votanti) | ↳ Schede non valide (% su votanti) | 14                         | 2,34                       |
| ↳ Astenuti (% su iscritti)         | ↳ Astenuti (% su iscritti)         | ↳ Astenuti (% su iscritti)         | 865                        | 59,08                      |

### X legislatura
Le votazioni si svolsero in 493 collegi uninominali a doppio turno con la stessa normativa precedente (al primo turno un numero di voti maggiore di un terzo degli iscritti al voto).
| Partito                    | Partito                    | Candidato                  | Risultati 10 marzo 1867 | Risultati 10 marzo 1867 |
| Partito                    | Partito                    | Candidato                  | Voti                    | %                       |
| -------------------------- | -------------------------- | -------------------------- | ----------------------- | ----------------------- |
|                            | Destra storica             | Geronimo Cantoni*          | 139                     | 40,06                   |
|                            | Sinistra storica           | Giuseppe Zuradelli*        | 134                     | 38,62                   |
|                            |                            |                            |                         |                         |
| Iscritti                   | Iscritti                   | Iscritti                   | 1 264                   | 100,00                  |
| ↳ Votanti (% su iscritti)  | ↳ Votanti (% su iscritti)  | ↳ Votanti (% su iscritti)  | 347                     | 27,45                   |
| ↳ Astenuti (% su iscritti) | ↳ Astenuti (% su iscritti) | ↳ Astenuti (% su iscritti) | 917                     | 72,55                   |

(*) Accedono al ballottaggio in quanto nessuno dei candidati ha ottenuto un numero di voti maggiore di un terzo del numero di iscritti al voto (421 voti).
| Partito                            | Partito                            | Candidato                          | Risultati 17 marzo 1867 | Risultati 17 marzo 1867 |
| Partito                            | Partito                            | Candidato                          | Voti                    | %                       |
| ---------------------------------- | ---------------------------------- | ---------------------------------- | ----------------------- | ----------------------- |
|                                    | Sinistra storica                   | Giuseppe Zuradelli                 | 338                     | 54,96                   |
|                                    | Destra storica                     | Geronimo Cantoni                   | 277                     | 45,04                   |
|                                    |                                    |                                    |                         |                         |
| Iscritti                           | Iscritti                           | Iscritti                           | 1 264                   | 100,00                  |
| ↳ Votanti (% su iscritti)          | ↳ Votanti (% su iscritti)          | ↳ Votanti (% su iscritti)          | 626                     | 49,53                   |
| ↳ Voti validi (% su votanti)       | ↳ Voti validi (% su votanti)       | ↳ Voti validi (% su votanti)       | 615                     | 98,24                   |
| ↳ Schede non valide (% su votanti) | ↳ Schede non valide (% su votanti) | ↳ Schede non valide (% su votanti) | 11                      | 1,76                    |
| ↳ Astenuti (% su iscritti)         | ↳ Astenuti (% su iscritti)         | ↳ Astenuti (% su iscritti)         | 638                     | 50,47                   |

### XI legislatura
Le votazioni si svolsero in 508 collegi uninominali a doppio turno con la normativa del 1860 (al primo turno un numero di voti maggiore di un terzo degli iscritti al voto).
| Partito                    | Partito                    | Candidato                  | Risultati 20 novembre 1870 | Risultati 20 novembre 1870 |
| Partito                    | Partito                    | Candidato                  | Voti                       | %                          |
| -------------------------- | -------------------------- | -------------------------- | -------------------------- | -------------------------- |
|                            | Destra storica             | Ludovico Bettoni*          | 298                        | 68,19                      |
|                            | Sinistra storica           | Ercole Lualdi*             | 122                        | 27,92                      |
|                            |                            |                            |                            |                            |
| Iscritti                   | Iscritti                   | Iscritti                   | 1 144                      | 100,00                     |
| ↳ Votanti (% su iscritti)  | ↳ Votanti (% su iscritti)  | ↳ Votanti (% su iscritti)  | 437                        | 38,20                      |
| ↳ Astenuti (% su iscritti) | ↳ Astenuti (% su iscritti) | ↳ Astenuti (% su iscritti) | 707                        | 61,80                      |

(*) Accedono al ballottaggio in quanto nessuno dei candidati ha ottenuto un numero di voti maggiore di un terzo del numero di iscritti al voto (381 voti).
| Partito                            | Partito                            | Candidato                          | Risultati 27 novembre 1870 | Risultati 27 novembre 1870 |
| Partito                            | Partito                            | Candidato                          | Voti                       | %                          |
| ---------------------------------- | ---------------------------------- | ---------------------------------- | -------------------------- | -------------------------- |
|                                    | Destra storica                     | Ludovico Bettoni                   | 370                        | 62,50                      |
|                                    | Sinistra storica                   | Ercole Lualdi                      | 222                        | 37,50                      |
|                                    |                                    |                                    |                            |                            |
| Iscritti                           | Iscritti                           | Iscritti                           | 1 144                      | 100,00                     |
| ↳ Votanti (% su iscritti)          | ↳ Votanti (% su iscritti)          | ↳ Votanti (% su iscritti)          | 605                        | 52,88                      |
| ↳ Voti validi (% su votanti)       | ↳ Voti validi (% su votanti)       | ↳ Voti validi (% su votanti)       | 592                        | 97,85                      |
| ↳ Schede non valide (% su votanti) | ↳ Schede non valide (% su votanti) | ↳ Schede non valide (% su votanti) | 13                         | 2,15                       |
| ↳ Astenuti (% su iscritti)         | ↳ Astenuti (% su iscritti)         | ↳ Astenuti (% su iscritti)         | 539                        | 47,12                      |

### XII legislatura
Le votazioni si svolsero in 508 collegi uninominali a doppio turno con la normativa del 1860 (al primo turno un numero di voti maggiore di un terzo degli iscritti al voto).
| Partito                    | Partito                    | Candidato                  | Risultati 8 novembre 1874 | Risultati 8 novembre 1874 |
| Partito                    | Partito                    | Candidato                  | Voti                      | %                         |
| -------------------------- | -------------------------- | -------------------------- | ------------------------- | ------------------------- |
|                            | Destra storica             | Ludovico Bettoni*          | 381                       | 63,50                     |
|                            | Sinistra storica           | Filippo Gazzarelli*        | 182                       | 30,33                     |
|                            |                            |                            |                           |                           |
| Iscritti                   | Iscritti                   | Iscritti                   | 1 247                     | 100,00                    |
| ↳ Votanti (% su iscritti)  | ↳ Votanti (% su iscritti)  | ↳ Votanti (% su iscritti)  | 600                       | 48,12                     |
| ↳ Astenuti (% su iscritti) | ↳ Astenuti (% su iscritti) | ↳ Astenuti (% su iscritti) | 647                       | 51,88                     |

(*) Accedono al ballottaggio in quanto nessuno dei candidati ha ottenuto un numero di voti maggiore di un terzo del numero di iscritti al voto (416 voti).
| Partito                            | Partito                            | Candidato                          | Risultati 15 novembre 1874 | Risultati 15 novembre 1874 |
| Partito                            | Partito                            | Candidato                          | Voti                       | %                          |
| ---------------------------------- | ---------------------------------- | ---------------------------------- | -------------------------- | -------------------------- |
|                                    | Destra storica                     | Ludovico Bettoni                   | 428                        | 58,95                      |
|                                    | Sinistra storica                   | Filippo Gazzarelli                 | 298                        | 41,05                      |
|                                    |                                    |                                    |                            |                            |
| Iscritti                           | Iscritti                           | Iscritti                           | 1 247                      | 100,00                     |
| ↳ Votanti (% su iscritti)          | ↳ Votanti (% su iscritti)          | ↳ Votanti (% su iscritti)          | 738                        | 59,18                      |
| ↳ Voti validi (% su votanti)       | ↳ Voti validi (% su votanti)       | ↳ Voti validi (% su votanti)       | 726                        | 98,37                      |
| ↳ Schede non valide (% su votanti) | ↳ Schede non valide (% su votanti) | ↳ Schede non valide (% su votanti) | 12                         | 1,63                       |
| ↳ Astenuti (% su iscritti)         | ↳ Astenuti (% su iscritti)         | ↳ Astenuti (% su iscritti)         | 509                        | 40,82                      |

### XIII legislatura
Le votazioni si svolsero in 508 collegi uninominali a doppio turno con la normativa del 1860 (al primo turno un numero di voti maggiore di un terzo degli iscritti al voto).
| Partito                            | Partito                            | Candidato                          | Risultati 5 novembre 1876 | Risultati 5 novembre 1876 |
| Partito                            | Partito                            | Candidato                          | Voti                      | %                         |
| ---------------------------------- | ---------------------------------- | ---------------------------------- | ------------------------- | ------------------------- |
|                                    | Sinistra storica                   | Francesco Glisenti                 | 613                       | 68,95                     |
|                                    | Destra storica                     | Ludovico Bettoni                   | 276                       | 31,05                     |
|                                    |                                    |                                    |                           |                           |
| Iscritti                           | Iscritti                           | Iscritti                           | 1 347                     | 100,00                    |
| ↳ Votanti (% su iscritti)          | ↳ Votanti (% su iscritti)          | ↳ Votanti (% su iscritti)          | 935                       | 69,41                     |
| ↳ Voti validi (% su votanti)       | ↳ Voti validi (% su votanti)       | ↳ Voti validi (% su votanti)       | 889                       | 95,08                     |
| ↳ Schede non valide (% su votanti) | ↳ Schede non valide (% su votanti) | ↳ Schede non valide (% su votanti) | 46                        | 4,92                      |
| ↳ Astenuti (% su iscritti)         | ↳ Astenuti (% su iscritti)         | ↳ Astenuti (% su iscritti)         | 412                       | 30,59                     |

### XIV legislatura
Le votazioni si svolsero in 508 collegi uninominali a doppio turno con la normativa del 1860 (al primo turno un numero di voti maggiore di un terzo degli iscritti al voto).
| Partito                    | Partito                    | Candidato                  | Risultati 16 maggio 1880 | Risultati 16 maggio 1880 |
| Partito                    | Partito                    | Candidato                  | Voti                     | %                        |
| -------------------------- | -------------------------- | -------------------------- | ------------------------ | ------------------------ |
|                            | Sinistra storica           | Francesco Glisenti*        | 444                      | 54,21                    |
|                            | Destra storica             | Marco Leonesio*            | 337                      | 41,15                    |
|                            |                            |                            |                          |                          |
| Iscritti                   | Iscritti                   | Iscritti                   | 1 330                    | 100,00                   |
| ↳ Votanti (% su iscritti)  | ↳ Votanti (% su iscritti)  | ↳ Votanti (% su iscritti)  | 819                      | 61,58                    |
| ↳ Astenuti (% su iscritti) | ↳ Astenuti (% su iscritti) | ↳ Astenuti (% su iscritti) | 511                      | 38,42                    |

(*) Accedono al ballottaggio. Nonostante il candidato Francesco Glisenti avesse ottenuto un numero di voti maggiore di un terzo del numero di iscritti al voto (soglia fissata a 443 voti), l'Ufficio elettorale conteggiò nel numero degli iscritti anche gli elettori defunti, alzando pertanto la soglia necessaria per considerare il candidato Glisenti eletto al primo turno.
| Partito                            | Partito                            | Candidato                          | Risultati 23 maggio 1880 | Risultati 23 maggio 1880 |
| Partito                            | Partito                            | Candidato                          | Voti                     | %                        |
| ---------------------------------- | ---------------------------------- | ---------------------------------- | ------------------------ | ------------------------ |
|                                    | Sinistra storica                   | Francesco Glisenti                 | 561                      | 58,07                    |
|                                    | Destra storica                     | Marco Leonesio                     | 405                      | 41,93                    |
|                                    |                                    |                                    |                          |                          |
| Iscritti                           | Iscritti                           | Iscritti                           | 1 330                    | 100,00                   |
| ↳ Votanti (% su iscritti)          | ↳ Votanti (% su iscritti)          | ↳ Votanti (% su iscritti)          | 978                      | 73,53                    |
| ↳ Voti validi (% su votanti)       | ↳ Voti validi (% su votanti)       | ↳ Voti validi (% su votanti)       | 966                      | 98,77                    |
| ↳ Schede non valide (% su votanti) | ↳ Schede non valide (% su votanti) | ↳ Schede non valide (% su votanti) | 12                       | 1,23                     |
| ↳ Astenuti (% su iscritti)         | ↳ Astenuti (% su iscritti)         | ↳ Astenuti (% su iscritti)         | 352                      | 26,47                    |

| Partito                            | Partito                            | Candidato                          | Risultati 6 marzo 1881 | Risultati 6 marzo 1881 |
| Partito                            | Partito                            | Candidato                          | Voti                   | %                      |
| ---------------------------------- | ---------------------------------- | ---------------------------------- | ---------------------- | ---------------------- |
|                                    | Sinistra storica                   | Giovanni Battista Visintini        | 539                    | 79,85                  |
|                                    | Destra storica                     | Ludovico Bettoni                   | 136                    | 20,15                  |
|                                    |                                    |                                    |                        |                        |
| Iscritti                           | Iscritti                           | Iscritti                           | 1 409                  | 100,00                 |
| ↳ Votanti (% su iscritti)          | ↳ Votanti (% su iscritti)          | ↳ Votanti (% su iscritti)          | 722                    | 51,24                  |
| ↳ Voti validi (% su votanti)       | ↳ Voti validi (% su votanti)       | ↳ Voti validi (% su votanti)       | 675                    | 93,49                  |
| ↳ Schede non valide (% su votanti) | ↳ Schede non valide (% su votanti) | ↳ Schede non valide (% su votanti) | 47                     | 6,51                   |
| ↳ Astenuti (% su iscritti)         | ↳ Astenuti (% su iscritti)         | ↳ Astenuti (% su iscritti)         | 687                    | 48,76                  |

### XVIII legislatura
Le votazioni si svolsero in 508 collegi uninominali a doppio turno. Come previsto dalla legge elettorale politica del 28 giugno 1892, era eletto al primo turno il candidato che «ha ottenuto un numero di voti maggiore del sesto del numero totale degli elettori iscritti nella lista del collegio e più della metà dei suffragi dati dai votanti» escludendo le schede nulle (art. 74). Se nessun candidato era eletto, al ballottaggio tra i due candidati con più voti (art. 75) era eletto chi otteneva il maggior numero di voti oppure, in caso di ugual numero di voti, il maggiore d'età (art. 77).
| Partito                            | Partito                            | Candidato                          | Risultati 6 novembre 1892 | Risultati 6 novembre 1892 |
| Partito                            | Partito                            | Candidato                          | Voti                      | %                         |
| ---------------------------------- | ---------------------------------- | ---------------------------------- | ------------------------- | ------------------------- |
|                                    | Sinistra storica                   | Giovanni Quarena                   | 3 499                     | 55,13                     |
|                                    | Destra storica                     | Pompeo Molmenti                    | 2 848                     | 44,87                     |
|                                    |                                    |                                    |                           |                           |
| Iscritti                           | Iscritti                           | Iscritti                           | 8 181                     | 100,00                    |
| ↳ Votanti (% su iscritti)          | ↳ Votanti (% su iscritti)          | ↳ Votanti (% su iscritti)          | 6 741                     | 82,40                     |
| ↳ Voti validi (% su votanti)       | ↳ Voti validi (% su votanti)       | ↳ Voti validi (% su votanti)       | 6 347                     | 94,16                     |
| ↳ Schede non valide (% su votanti) | ↳ Schede non valide (% su votanti) | ↳ Schede non valide (% su votanti) | 394                       | 5,84                      |
| ↳ Astenuti (% su iscritti)         | ↳ Astenuti (% su iscritti)         | ↳ Astenuti (% su iscritti)         | 1 440                     | 17,60                     |

### XIX legislatura
Le votazioni si svolsero in 508 collegi uninominali a doppio turno con la normativa del 1892 (al primo turno un numero di voti maggiore di un sesto degli iscritti al voto).
| Partito                            | Partito                            | Candidato                          | Risultati 26 maggio 1895 | Risultati 26 maggio 1895 |
| Partito                            | Partito                            | Candidato                          | Voti                     | %                        |
| ---------------------------------- | ---------------------------------- | ---------------------------------- | ------------------------ | ------------------------ |
|                                    | Destra storica                     | Pompeo Molmenti                    | 2 621                    | 98,79                    |
|                                    | Socialista                         | Nicola Barbato                     | 32                       | 1,21                     |
|                                    |                                    |                                    |                          |                          |
| Iscritti                           | Iscritti                           | Iscritti                           | 5 598                    | 100,00                   |
| ↳ Votanti (% su iscritti)          | ↳ Votanti (% su iscritti)          | ↳ Votanti (% su iscritti)          | 2 908                    | 51,95                    |
| ↳ Voti validi (% su votanti)       | ↳ Voti validi (% su votanti)       | ↳ Voti validi (% su votanti)       | 2 653                    | 91,23                    |
| ↳ Schede non valide (% su votanti) | ↳ Schede non valide (% su votanti) | ↳ Schede non valide (% su votanti) | 255                      | 8,77                     |
| ↳ Astenuti (% su iscritti)         | ↳ Astenuti (% su iscritti)         | ↳ Astenuti (% su iscritti)         | 2 690                    | 48,05                    |

### XX legislatura
Le votazioni si svolsero in 508 collegi uninominali a doppio turno con la normativa del 1892 (al primo turno un numero di voti maggiore di un sesto degli iscritti al voto).
| Partito                            | Partito                            | Candidato                          | Risultati 21 marzo 1897 | Risultati 21 marzo 1897 |
| Partito                            | Partito                            | Candidato                          | Voti                    | %                       |
| ---------------------------------- | ---------------------------------- | ---------------------------------- | ----------------------- | ----------------------- |
|                                    | Destra storica                     | Pompeo Molmenti                    | 1 842                   | 93,36                   |
|                                    | Socialista                         | Garzia Cassola                     | 131                     | 6,64                    |
|                                    |                                    |                                    |                         |                         |
| Iscritti                           | Iscritti                           | Iscritti                           | 5 121                   | 100,00                  |
| ↳ Votanti (% su iscritti)          | ↳ Votanti (% su iscritti)          | ↳ Votanti (% su iscritti)          | 2 106                   | 41,12                   |
| ↳ Voti validi (% su votanti)       | ↳ Voti validi (% su votanti)       | ↳ Voti validi (% su votanti)       | 1 973                   | 93,68                   |
| ↳ Schede non valide (% su votanti) | ↳ Schede non valide (% su votanti) | ↳ Schede non valide (% su votanti) | 133                     | 6,32                    |
| ↳ Astenuti (% su iscritti)         | ↳ Astenuti (% su iscritti)         | ↳ Astenuti (% su iscritti)         | 3 015                   | 58,88                   |

### XXI legislatura
Le votazioni si svolsero in 508 collegi uninominali a doppio turno con la normativa del 1892 (al primo turno un numero di voti maggiore di un sesto degli iscritti al voto).
| Partito                            | Partito                            | Candidato                          | Risultati 3 giugno 1900 | Risultati 3 giugno 1900 |
| Partito                            | Partito                            | Candidato                          | Voti                    | %                       |
| ---------------------------------- | ---------------------------------- | ---------------------------------- | ----------------------- | ----------------------- |
|                                    | Destra storica                     | Pompeo Molmenti                    | 1 386                   | 63,46                   |
|                                    | Repubblicano                       | Onorato Comini                     | 798                     | 36,54                   |
|                                    |                                    |                                    |                         |                         |
| Iscritti                           | Iscritti                           | Iscritti                           | 5 789                   | 100,00                  |
| ↳ Votanti (% su iscritti)          | ↳ Votanti (% su iscritti)          | ↳ Votanti (% su iscritti)          | 2 267                   | 39,16                   |
| ↳ Voti validi (% su votanti)       | ↳ Voti validi (% su votanti)       | ↳ Voti validi (% su votanti)       | 2 184                   | 96,34                   |
| ↳ Schede non valide (% su votanti) | ↳ Schede non valide (% su votanti) | ↳ Schede non valide (% su votanti) | 83                      | 3,66                    |
| ↳ Astenuti (% su iscritti)         | ↳ Astenuti (% su iscritti)         | ↳ Astenuti (% su iscritti)         | 3 522                   | 60,84                   |

### XXII legislatura
Le votazioni si svolsero in 508 collegi uninominali a doppio turno con la normativa del 1892 (al primo turno un numero di voti maggiore di un sesto degli iscritti al voto).
| Partito                            | Partito                            | Candidato                          | Risultati 6 novembre 1904 | Risultati 6 novembre 1904 |
| Partito                            | Partito                            | Candidato                          | Voti                      | %                         |
| ---------------------------------- | ---------------------------------- | ---------------------------------- | ------------------------- | ------------------------- |
|                                    | Destra storica                     | Pompeo Molmenti                    | 2 555                     | 78,06                     |
|                                    | Repubblicano                       | Onorato Comini                     | 718                       | 21,94                     |
|                                    |                                    |                                    |                           |                           |
| Iscritti                           | Iscritti                           | Iscritti                           | 6 231                     | 100,00                    |
| ↳ Votanti (% su iscritti)          | ↳ Votanti (% su iscritti)          | ↳ Votanti (% su iscritti)          | 3 399                     | 54,55                     |
| ↳ Voti validi (% su votanti)       | ↳ Voti validi (% su votanti)       | ↳ Voti validi (% su votanti)       | 3 273                     | 96,29                     |
| ↳ Schede non valide (% su votanti) | ↳ Schede non valide (% su votanti) | ↳ Schede non valide (% su votanti) | 126                       | 3,71                      |
| ↳ Astenuti (% su iscritti)         | ↳ Astenuti (% su iscritti)         | ↳ Astenuti (% su iscritti)         | 2 832                     | 45,45                     |

### XXIII legislatura
Le votazioni si svolsero in 508 collegi uninominali a doppio turno con la normativa del 1892 (al primo turno un numero di voti maggiore di un sesto degli iscritti al voto).
| Partito                            | Partito                            | Candidato                          | Risultati 7 marzo 1909 | Risultati 7 marzo 1909 |
| Partito                            | Partito                            | Candidato                          | Voti                   | %                      |
| ---------------------------------- | ---------------------------------- | ---------------------------------- | ---------------------- | ---------------------- |
|                                    | Destra storica                     | Vincenzo Bettoni Cazzago           | 3 079                  | 59,76                  |
|                                    | Radicale                           | Scipione Borghese                  | 2 073                  | 40,24                  |
|                                    |                                    |                                    |                        |                        |
| Iscritti                           | Iscritti                           | Iscritti                           | 7 030                  | 100,00                 |
| ↳ Votanti (% su iscritti)          | ↳ Votanti (% su iscritti)          | ↳ Votanti (% su iscritti)          | 5 397                  | 76,77                  |
| ↳ Voti validi (% su votanti)       | ↳ Voti validi (% su votanti)       | ↳ Voti validi (% su votanti)       | 5 152                  | 95,46                  |
| ↳ Schede non valide (% su votanti) | ↳ Schede non valide (% su votanti) | ↳ Schede non valide (% su votanti) | 245                    | 4,54                   |
| ↳ Astenuti (% su iscritti)         | ↳ Astenuti (% su iscritti)         | ↳ Astenuti (% su iscritti)         | 1 633                  | 23,23                  |

### XXIV legislatura
Le votazioni si svolsero negli stessi 508 collegi uninominali già esistenti ma, come previsto dal regio decreto del 26 giugno 1913, era eletto al primo turno il candidato che «ha ottenuto un numero di voti maggiore del decimo del numero totale degli elettori del collegio e più della metà dei suffragi dati dai votanti» escludendo le schede nulle (art. 91). Se nessun candidato era eletto, al ballottaggio tra i due candidati con più voti (art. 92) era eletto chi otteneva il maggior numero di voti oppure, in caso di ugual numero di voti, il maggiore d'età (art. 93).
| Partito                            | Partito                            | Candidato                          | Risultati 26 ottobre 1913 | Risultati 26 ottobre 1913 |
| Partito                            | Partito                            | Candidato                          | Voti                      | %                         |
| ---------------------------------- | ---------------------------------- | ---------------------------------- | ------------------------- | ------------------------- |
|                                    | Unione Liberale                    | Vincenzo Bettoni Cazzago           | 7 203                     | 65,80                     |
|                                    | Blocco Popolare (Rep-Rad-Lib)      | Gian Luca Zanetti                  | 3 219                     | 29,41                     |
|                                    | Socialista                         | Carlo Tornaghi                     | 524                       | 4,79                      |
|                                    |                                    |                                    |                           |                           |
| Iscritti                           | Iscritti                           | Iscritti                           | 17 717                    | 100,00                    |
| ↳ Votanti (% su iscritti)          | ↳ Votanti (% su iscritti)          | ↳ Votanti (% su iscritti)          | 12 836                    | 72,45                     |
| ↳ Voti validi (% su votanti)       | ↳ Voti validi (% su votanti)       | ↳ Voti validi (% su votanti)       | 10 946                    | 85,28                     |
| ↳ Schede non valide (% su votanti) | ↳ Schede non valide (% su votanti) | ↳ Schede non valide (% su votanti) | 1 890                     | 14,72                     |
| ↳ Astenuti (% su iscritti)         | ↳ Astenuti (% su iscritti)         | ↳ Astenuti (% su iscritti)         | 4 881                     | 27,55                     |